# Nāḩiyat al Jīzah
Nāḩiyat al Jīzah (arabiska: ناحية الجيزة) är ett subdistrikt i Syrien.   Det ligger i provinsen Dar'a, i den sydvästra delen av landet, 110 km söder om huvudstaden Damaskus.
Trakten runt Nāḩiyat al Jīzah är ofruktbar med lite eller ingen växtlighet. Runt Nāḩiyat al Jīzah är det ganska tätbefolkat, med 179 invånare per kvadratkilometer.